# Gurgel X12
O X-12 foi um jipe compacto da Gurgel. Em 1976 foi lançada a versão TR, e disponíveis com capota de lona ou rígida, contando ainda com o modelo esportivo. O X-12 foi o produto de maior sucesso da Gurgel, sendo produzido por quase 20 anos.